# Jan Lála
Jan Lála (* 10. září 1938, Libická Lhotka) je bývalý československý fotbalový pravý obránce. Na klubové úrovni (od roku 1956) hrál především za Slavii Praha, kam v mládežnickém věku přestoupil z SK Čechie Karlín. Ve Veletržním poháru a Poháru UEFA nastoupil v 9 utkáních a dal 1 gól. Zúčastnil se MS 1962, kde získal stříbrnou medaili. Za reprezentaci odehrál celkem 37 zápasů a vstřelil 1 gól.
Oceňován byl pro své pojetí hry, kdy výborně ovládal poziční hru na velkém prostoru.

## Reprezentace

### MS 1962
Mezinárodní pozornosti se Lálovi dostalo po prvním zápase ve skupině, kdy Československo porazilo Španělsko, Lála úspěšně ubránil hvězdu soupeře Francisca Genta. Kvůli zranění přišel o finálový zápas proti Brazílii.

## Ligová bilance
| Ročník                                   | Zápasy | Góly | Klub            |
| ---------------------------------------- | ------ | ---- | --------------- |
| 1. československá fotbalová liga 1956    | -      | 0    | Dynamo Praha    |
| 1. československá fotbalová liga 1957/58 | -      | 0    | Dynamo Praha    |
| 1. československá fotbalová liga 1957/58 | -      | 0    | Dukla Pardubice |
| 1. československá fotbalová liga 1958/59 | -      | 2    | Dukla Pardubice |
| 1. československá fotbalová liga 1960/61 | -      | 0    | Dynamo Praha    |
| 1. československá fotbalová liga 1962/63 | -      | 0    | Dynamo Praha    |
| 1. československá fotbalová liga 1965/66 | -      | 0    | Slavia Praha    |
| 1. československá fotbalová liga 1966/67 | -      | 0    | Slavia Praha    |
| 1. československá fotbalová liga 1967/68 | 23     | 1    | Slavia Praha    |
| 1. československá fotbalová liga 1968/69 | 4      | 0    | Slavia Praha    |
| CELKEM 1. liga                           | 175    | 3    |                 |